# Осада Тавромения
Осада Тавромения в 394 году до н. э. — была предпринята сиракузским тираном Дионисием Старшим в ходе Второй Карфагенской войны.

## История
Большая часть сикулов, в том числе те, что были поселены Дионисием Старшим в Наксосе, вступила в союз с карфагенянами после высадки на острове армии Гимилькона и падения Мессаны. Карфагенский командующий предложил наксосским сикулам перебраться в расположенный на высоком холме и хорошо укрепленный Тавромений, где те и обосновались. После разгрома Гимилькона под Сиракузами Дионисий решил развернуть военные действия в Южной Италии, но перед этим вознамерился покончить с угрожавшим его флангу Тавромением.
Двинув свою армию против сикулов, тиран расположился лагерем напротив Наксоса и в течение зимы вёл упорную блокаду, убеждая противников покинуть акрополь, где они не могли долго продержаться. Сикулы отказывались это сделать, по их преданиям эта часть острова принадлежала их предкам, пока греческие колонисты не изгнали оттуда аборигенов и не основали на их земле свой Наксос. Сикулы считали, что вернули себе землю отцов и ведут за нее справедливую борьбу, а потому приложили все усилия для удержания холма.
После зимнего солнцестояния наступили холода и местность вокруг акрополя покрылась снегом. Заметив, что противник небрежно несет охрану, полагаясь на свою многочисленность и необыкновенную высоту стен, тиран решил одной особенно темной и бурной ночью подняться по крутому склону и штурмовать крепость. Преодолев немало трудностей из-за крутизны склона и глубокого снега, Дионисий с ободранным лицом и полуслепой от холода сумел овладеть цитаделью, после чего атаковал город и проложил туда путь своим войскам, но сикулы контратаковали всеми силами и выбили греков из города и с акрополя. Сам тиран во время бегства был сбит с ног ударом, пришедшимся в панцирь, и едва избежал плена. Более шестисот его воинов было убито, многие бежали, побросав оружие.
По словам Диодора Сицилийского, после этой неудачи Мессана и Акрагант изгнали сторонников Дионисия, восстановили свою независимость и отказались от союза с тираном. Исследователи сомневаются в достоверности этого утверждения применительно к Мессане, так как в 393 году до н. э. она была противником Карфагена.
По условиям заключенного в 392 году до н. э. мирного соглашения Дионисия с карфагенянами сикулы, и в том числе Тавромений, отходили под власть Сиракуз и тиран в том же году взял город штурмом, изгнал оттуда большую часть сикулов и заселил своими отборными наёмниками.